# Chaos (matematyka)

Atraktor Lorenza dla parametrów ρ=28, σ = 10, β = 8/3

Chaos deterministyczny – własność równań lub układów równań, polegająca na dużej wrażliwości rozwiązań na dowolnie małe zaburzenie parametrów. Dotyczy to zwykle nieliniowych równań różniczkowych i różnicowych, opisujących układy dynamiczne.
Przesłankę prowadzącą do sformułowania teorii chaosu były badania Edwarda Lorenza nad modelami prognozowania pogody. Zgodnie z ówczesnym, deterministycznym rozumieniem rzeczywistości minimalna zmiana warunków początkowych powinna prowadzić do proporcjonalnie niewielkich zmian wyniku modelu. W trakcie pracy nad modelem, z natury dynamicznym (dane z iteracji wcześniejszych są danymi wejściowymi dla iteracji następujących), w celu ułatwienia pracy wprowadził zaokrąglone wartości wyjściowe. Okazało się, że wynik modelu diametralnie odbiegał od tego, co przewidywał ten sam model przy danych wprowadzonych z większą dokładnością.
Dalsze badania nad układami dynamicznymi doprowadziły do wniosku, iż wbrew powszechnym przekonaniom w nauce, niewielkie zaburzenie warunków początkowych powoduje rosnące wykładniczo z czasem zmiany w zachowaniu układu. Popularnie nazywane jest to efektem motyla – znikoma różnica na jakimś etapie może po dłuższym czasie urosnąć do dowolnie dużych rozmiarów. Powoduje to, że choć model jest deterministyczny, w dłuższej skali czasowej wydaje się zachowywać w sposób losowy.
Zachowanie takie można zaobserwować w wielu zjawiskach fizycznych, między innymi w zmianach pogody, oscylujących reakcjach chemicznych, zachowaniu niektórych obwodów elektrycznych i ruchu ciał oddziałujących grawitacyjnie.

## Zachowanie układów chaotycznych

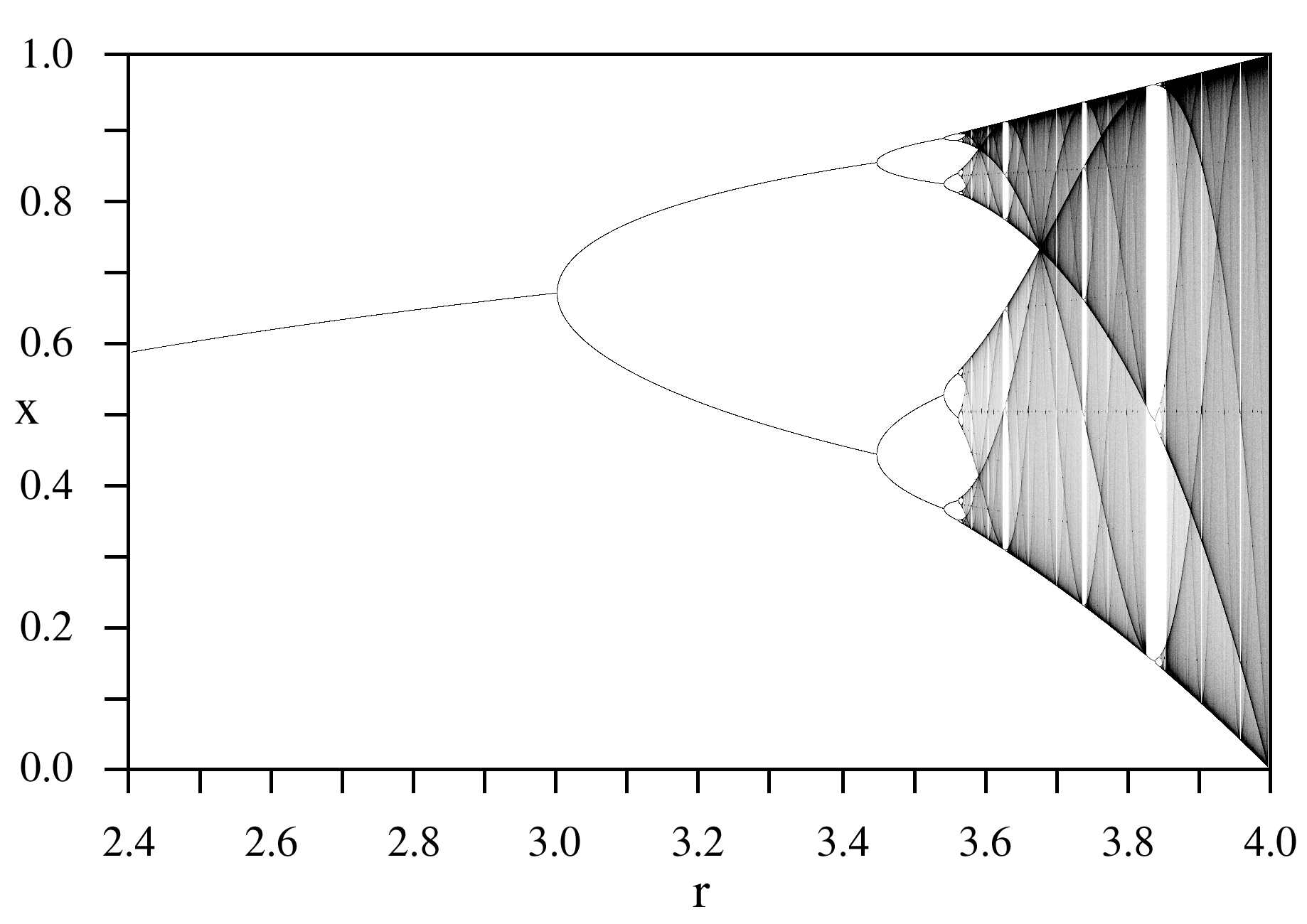
Diagram bifurkacji, pokazujący dojście do zachowania chaotycznego.

Ścisłym kryterium chaotyczności jest określenie wartości wykładników Lapunowa. Układ jest chaotyczny, jeśli ma co najmniej jeden dodatni wykładnik Lapunowa. W takim wypadku w przestrzeni fazowej blisko leżące trajektorie mogą po pewnym czasie dowolnie się od siebie oddalić (to oddalanie się „z czasem” różnych trajektorii obliczonych dla odmiennych wartości parametru leży w definicji chaotyczności względem tego parametru). Choć dla idealnie dokładnie zadanych parametrów początkowych jesteśmy w stanie dokładnie przewidzieć zachowanie się układu, w praktyce, gdzie warunki początkowe znane są zawsze ze skończoną dokładnością, w krótkim czasie układ staje się nieprzewidywalny.
Szczególną cechą układów chaotycznych jest tzw. mieszanie topologiczne. Oznacza ono, że jeśli weźmiemy dowolny region (zbiór otwarty) w przestrzeni fazowej układu, to w miarę jego ewolucji w czasie pokryje się on częściowo z dowolnym innym wybranym regionem.
Warto nadmienić, że niektóre równania i układy liniowe posiadają także rozwiązania niestabilne. Tym samym niestabilność rozwiązań jest własnością słabszą niż chaotyczność. W przypadkach liniowych niestabilność dotyczy jednak jedynie specjalnie dobranych warunków początkowych. Układ jest uważany za chaotyczny, gdy niestabilność dotyczy prawie wszystkich warunków początkowych (formalnie zestawy tych warunków tworzą zbiór gęsty).
Dowiedzenie, że dany, konkretny układ równań jest chaotyczny dla pewnych wartości parametrów modelu, jest na ogół procesem złożonym. Dlatego niewłaściwe jest nazywanie chaotycznym każdego układu przejawiającego skomplikowane zachowania. Przykładami układów mylnie nazywanych chaotycznymi są turbulencje i zachowanie giełdy. Nie udowodniono chaotyczności dla pełnego układu równań Naviera-Stokesa, a dla zachowania giełdy nie znamy nawet równań różnicowych czy różniczkowych, opisujących ją w zadowalający sposób. Tym samym nie potrafimy się wypowiedzieć o chaotyczności ich rozwiązań.

## Atraktory
Niektóre układy dynamiczne są chaotyczne wszędzie, ale w większości wypadków takie zachowanie dotyczy jedynie pewnego podzbioru przestrzeni fazowej. Najbardziej interesujący przypadek zachodzi, gdy chaotyczność dotyczy jakiegoś atraktora, gdyż trajektorie z całego jego obszaru przyciągania mają tę własność.
Atraktory w układach liniowych są zwykle punktami lub okręgami. W układach chaotycznych pojawiają się dziwne atraktory – o bardzo złożonej budowie, często fraktalnej. Jednym z najsłynniejszych przykładów jest trójwymiarowy atraktor Lorenza, przypominający kształtem motyla.
W celu badania własności chaosu rozwinięto wiele technik w zakresie analizy równań różniczkowych oraz wykorzystano w nowy sposób wiele istniejących narzędzi matematycznych. Na potrzeby symulacji komputerowych dla układów chaotycznych korzysta się z przekrojów Poincarégo, umożliwiających zmniejszenie wymiaru przestrzeni fazowej. Następnie z własności tych przekrojów wnioskuje się na temat własności pełnej przestrzeni fazowej rozwiązań.

## Historia
Pierwsze odkrycia dotyczące chaosu można przypisać Hadamardowi, który opublikował w 1898 roku pracę dotyczącą bil poruszających się bez tarcia po powierzchni o ujemnej krzywiźnie. Hadamard pokazał, że w takich warunkach wszystkie trajektorie są niestabilne w tym sensie, że oddalają się od siebie wykładniczo, z dodatnim wykładnikiem Lapunowa.
Na początku XX wieku Henri Poincaré pokazał, że w problemie n-ciał istnieją orbity, które są aperiodyczne, ale nie są zbieżne ani rozbieżne. Problem ten był badany w kolejnych latach przez wielu matematyków i fizyków. Efektem tych prac było pokazanie podobnego zachowania dla wielu układów, takich jak turbulentne przepływy i oscylacje w obwodach elektrycznych. Zbudowanie teorii opisującej te zjawiska wymagało jednak dopiero zastosowania symulacji komputerowych.
Pionierem teorii chaosu stał się Edward Lorenz, który w 1961 przeprowadzał numeryczne analizy zjawisk pogodowych. Symulowany przez niego układ opisywał własności ogrzewanej, prostokątnej komórki gazowej. Składał się z pięciu równań różniczkowych nieliniowych, będących ograniczoną wersją równań Naviera-Stokesa. Lorenz, chcąc uprościć obliczenia przerwane błędem sprzętowym, zamiast przeprowadzać je od początku, rozpoczął kontynuację symulacji od wyników pośrednich uzyskanych przed momentem awarii. Jak zauważył pod koniec, otrzymane wyniki w znaczny sposób odbiegały od symulacji przeprowadzonych od początku do końca. Okazało się to skutkiem zaokrąglenia wprowadzanych ręcznie wyników. Równania okazały się zaskakująco czułe na niewielką zmianę warunków początkowych, ponieważ program wzmacniał różnicę, aż do zupełnego rozejścia się wyników. I tak powstała reguła, którą Lorenz nazwał efektem motyla, a którą wyraża anegdota o tym, że machnięcie skrzydeł motyla może miesiąc później doprowadzić do huraganu.

## Przykłady układów chaotycznych
- układy równań różniczkowych (układy dynamiczne):
  - układ Lorenza
  - układ Rosslera
  - układ Hénona-Heilesa
  - wahadło podwójne
  - wahadło z wymuszeniem
  - autokatalityczne reakcje chemiczne (niektóre)
  - równania fenomenologiczne opisujące migotanie świetlówki
  - układ Lotka-Volterra (i inne proste modele układów populacyjnych)

- układy równań różnicowych:
  - iteracja równań kwadratowych, np. 1-wymiarowe odwzorowanie logistyczne i 2-wymiarowe odwzorowanie Hénona
  - bilardy chaotyczne

## Powiązane zagadnienia
Istnieją przykłady układów przejawiających skomplikowane zachowanie, których chaotyczność nie została do tej pory udowodniona. Np.
- turbulencja – nie wiadomo, czy istnieją globalne rozwiązania równania, opisującego turbulencje, brak informacji o wykładnikach Lapunowa
- giełda – brak równań opisujących wartości notowań giełdowych, nie wiadomo, czy proces modelować równaniami deterministycznymi czy stochastycznymi
- ewolucja – jej rozmaite modele są szeroko badane w ramach różnych technik i dziedzin, np. podczas analizy tzw. procesów gałązkowych w teorii procesów stochastycznych lub jako modele ewolucyjne opisujące strategie w prostych układach typu drapieżnik-ofiara.